# Mariehöjd

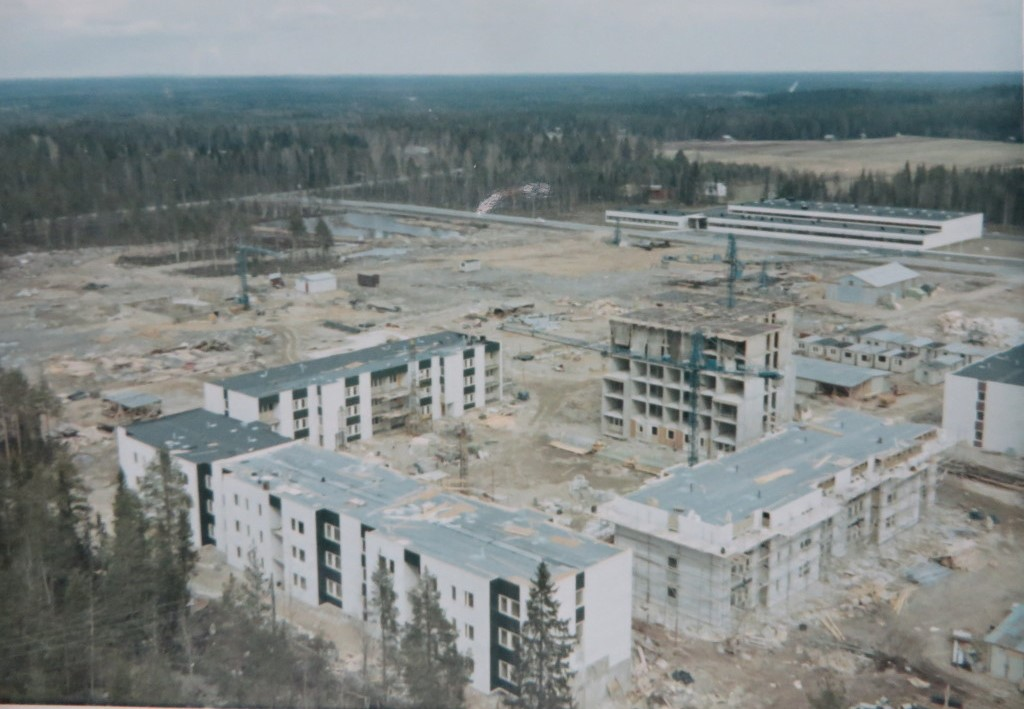
Nybyggnation av husen på Mariehöjd i början av 1960-talet sett från vattentornet.

Mariehöjd eller Mariehems Höjd är en bostadsområde i nordöstra Umeå uppförd i slutet av 1960-talet. Området är bebyggd med trevånings lamellhus runt öppna gårdar och ett sjuvånings punkthus vid varje gård. Senare har viss kompletterande bebyggelse tillkommit. Stadsdelen betraktas ofta som en del av Mariehem. I dess södra del ligger Mariehems vårdcentral och på berget som skiljer området från Mariehems Gård ligger vattentornet för Umeå. 2007 uppgick befolkningen till 1 675 invånare.